# Бедечу
Бедечу (рум. Bedeciu) — село у повіті Клуж в Румунії. Входить до складу комуни Менестірень.
Село розташоване на відстані 349 км на північний захід від Бухареста, 35 км на захід від Клуж-Напоки.

## Населення
За даними перепису населення 2002 року у селі проживали 632 особи. Рідною мовою 629 осіб (99,5%) назвали румунську.
Національний склад населення села:
| Національність | Кількість осіб | Відсоток |
| -------------- | -------------- | -------- |
| румуни         | 614            | 97,2%    |
| цигани         | 15             | 2,4%     |